# Dhodeni
Dhodeni – gaun wikas samiti w zachodniej części Nepalu w strefie Gandaki w dystrykcie Lamjung. Według nepalskiego spisu powszechnego z 2001 roku liczył on 548 gospodarstw domowych i 2979 mieszkańców (1466 kobiet i 1513 mężczyzn).